# Bractwo Świętego Józefa w Krzeszowie
Bractwo religijne św. Józefa w Krzeszowie (konfraternia) – rzymskokatolickie zrzeszenie osób świeckich, żyjących według zasad wiary, pragnących rozwijać cześć i kult św. Józefa, a także troszczyć się o sanktuarium św. Józefa w Krzeszowie. Za zezwoleniem biskupa legnickiego do Bractwa może również zostać przyjęty każdy chrześcijanin niekatolik.

## Historia
Krzeszowskie stowarzyszenie brackie zostało powołane przez opata Bernarda Rosę 19 marca 1669 r. otrzymując potrzebne zatwierdzenie przez papieża Klemensa IX. Bractwo wzorowane było na pierwszej konfraterni św. Józeja z opactwa Lilienfeld, założonej przez opata Mateusza Kolweißa. W bardzo szybkim tempie bractwo zyskało rozgłos i popularność na całym Śląsku oraz na terenie Europy, czego dowodem jest wielka liczba braci i sióstr stale zapisywanych do tej konfraterni. W ciągu pierwszych 25 lat istnienia bractwo miało 43 tys. członków, a w szczytowym okresie - na początku XVIII w. - liczyło ok. 100 tys. osób. Jednak po pewnym czasie Bractwo przestało istnieć z bliżej nieokreślonych powodów. Biskup legnicki Tadeusz Rybak, w oparciu o adhortację apostolską o św. Józefie i jego posłannictwie w życiu Chrystusa i Kościoła Redemptoris Custos papieża Jana Pawła II, dekretem z 19 marca 1995 r. ustanowił ponownie religijną wspólnotę Bractwa św. Józefa z siedzibą w Krzeszowie, którego opiekunem i rektorem został ksiądz infułat Władysław Bochnak.
Głównym celem bractwa założonego przez opata Bernarda Rosę było szerzenie czci Boga Wszechmogącego oraz wysławianie świętych Imion Jezusa, Maryi Dziewicy i św. Józefa, troska o szerzenie katolickiej wiary, upraszanie błogosławieństwa Bożego, jedności i pokoju dla ojczyzny oraz odmawianie specjalnego różańca ku czci św. Józefa. Obecnie do podstawowych celów Bractwa należy m.in.: bronienie godności człowieka i stawanie w obronie życia ludzkiego, troska o rodziny, zwłaszcza te znajdujące się w trudnościach, wspieranie wysiłków Kościoła w formowaniu dzieci i młodzieży, przyczynianie się do znajomości społecznej nauki Kościoła. Do obowiązków każdego z członków należy m.in.: noszenie wizerunku św. Józefa, modlitwa za żywych i zmarłych członków Bractwa oraz propagowanie nabożeństwa ku czci św. Józefa.
25 marca 2014 roku biskup legnicki dr Stefan Cichy na rektora bractwa  powołał kustosza sanktuarium krzeszowskiego ks. Mariana Kopko.